# KXLA
KXLA é uma emissora de televisão estadunidense licenciada para Rancho Palos Verdes, Califórnia, porém sediada em Los Angeles. Opera no canal 30 (44 UHF digital). Pertence a Rancho Palos Verdes Broadcasters, cujo dono, Ronald Ulloa, também é proprietário da KVMD (canal 31), emissora licenciada para Twentynine Palms. Os estúdios da KXLA estão localizados na Corinth Avenue, em West Los Angeles, e seu transmissor está localizado no topo do Monte Wilson.

## História
A emissora entrou no ar pela primeira vez no ar em dezembro de 2000 com o prefixo KRPA, sendo uma afiliada da America One. A emissora mudou de prefixo para KXLA em 8 de agosto de 2001, e no mesmo ano, passou a exibir uma programação independente.
O transmissor da KXLA era originalmente localizado na Ilha de Santa Catalina, mas em 2004 foi transferido para o Monte Wilson, de onde a maioria das emissoras no mercado de Los Angeles transmitem seus sinais.
Em 10 de maio de 2018, a KXLA passou a transmitir sua programação local e seus telejornais locais em 16:9 (720p).

## Sinal digital
| PSIP | Canal digital | Resolução de vídeo | Programação                         |
| ---- | ------------- | ------------------ | ----------------------------------- |
| 44.1 | 30 UHF        | 16:9               | Programação principal da KXLA       |
| 44.2 | 30 UHF        | 4:3                | Sino TV                             |
| 44.3 | 30 UHF        | 4:3                | Sky Link TV                         |
| 44.4 | 30 UHF        | 4:3                | Sky Link TV                         |
| 44.7 | 30 UHF        | 4:3                | New Tang Dynasty TV                 |
| 44.8 | 30 UHF        | 4:3                | KBS24                               |
| 44.9 | 30 UHF        | 4:3                | Christian Global Network Television |

A KXLA ativou seu sinal digital em 2005, pelo canal 51 UHF. Em 2019, a emissora passou a operar no canal 30 UHF.

### Transição para o sinal digital
Com base no decreto federal de transição das emissoras de TV estadunidenses do sinal analógico para o digital, a KXLA descontinuou sua programação regular no sinal analógico pelo canal 44 UHF em 12 de junho de 2009.